# De laatste bazuin
De laatste bazuin is een dertiendelige boekenreeks van de Amerikaanse schrijvers Jerry B. Jenkins en Tim LaHaye. De oorspronkelijke, Engelstalige titel is Left Behind, wat ook de titel is van het eerste deel.
Van de eerste drie boeken zijn onder deze naam ook films gemaakt. De in de Verenigde Staten onder orthodoxe protestanten buitengewoon succesvolle boekenreeks kent ook een aantal prologen en een jongerenreeks. De boeken zijn niet geheel zonder controverse, omdat ze de voorspellingen uit de Bijbel over de eindtijd letterlijk nemen. Vooral uit de Openbaring van Johannes is veel inspiratie gehaald. Een thema, dat in de boeken en in de films van Left Behind veel terugkeert, is een 'tweede kans' om alsnog christen te worden na de opname van de gemeente, dus tijdens de Grote Verdrukking: in de periode dat de antichrist regeert over de wereld. Er zijn christenen die van mening zijn dat er alsnog mensen kunnen worden bekeerd tijdens de Grote Verdrukking, maar dat de antichrist dit toch praktisch onmogelijk zou maken en dat de kans daarom klein is dat er na de opname van de gemeente nog mensen tot geloof komen.

## Boeken
| Proloog                                             | Proloog                                             | Proloog                                             | Proloog                                             | Proloog                                             | Proloog                                             |                                   |            |
| Nr                                                  | Titel                                               | Verschenen                                          | ISBN                                                | Engelse titel                                       | Verschenen                                          |                                   |            |
| --------------------------------------------------- | --------------------------------------------------- | --------------------------------------------------- | --------------------------------------------------- | --------------------------------------------------- | --------------------------------------------------- | --------------------------------- | ---------- |
| 1                                                   | Verwachting                                         |                                                     |                                                     | The rising                                          | 2005                                                |                                   |            |
| 2                                                   | Macht                                               |                                                     |                                                     | The regime                                          | 2005                                                |                                   |            |
| 3                                                   | Kroning                                             |                                                     |                                                     | The rapture                                         | 2006                                                |                                   |            |
| Serie De laatste bazuin, samen met Jerry B. Jenkins | Serie De laatste bazuin, samen met Jerry B. Jenkins | Serie De laatste bazuin, samen met Jerry B. Jenkins | Serie De laatste bazuin, samen met Jerry B. Jenkins | Serie De laatste bazuin, samen met Jerry B. Jenkins | Serie De laatste bazuin, samen met Jerry B. Jenkins | Verfilming                        | Verfilming |
| Nr                                                  | Titel                                               | Verschenen                                          | ISBN                                                | Engelse titel                                       | Verschenen                                          | Titel                             | Verschenen |
| 4                                                   | Verlaten                                            | 1998                                                | 90-2426-226-7                                       | Left behind                                         | 1995                                                | Left Behind: The Movie            | 2000       |
| 5                                                   | Tegenstand                                          | 1998                                                | 90-2426-227-5                                       | Tribulation force                                   | 1996                                                | Left Behind II: Tribulation Force | 2002       |
| 6                                                   | Nicolae                                             | 1999                                                | 90-2426-228-3                                       | Nicolae                                             | 1997                                                | Left Behind III: World at War     | 2005       |
| 7                                                   | Oogst                                               | 1999                                                | 90-2426-229-1                                       | Soul Harvest                                        | 1999                                                | Left Behind (2014)*remake*        | 2014       |
| 8                                                   | Apollyon                                            | 1999                                                | 90-2426-230-5                                       | Apollyon                                            | 1999                                                |                                   |            |
| 9                                                   | Moord                                               | 2000                                                | 90-2426-236-4                                       | Assassins                                           | 1999                                                |                                   |            |
| 10                                                  | Bezeten                                             | 2000                                                | 90-2426-237-2                                       | The indwelling                                      | 2000                                                |                                   |            |
| 11                                                  | Merkteken                                           | 2001                                                | 90-4352-002-0                                       | The Mark                                            | 2000                                                |                                   |            |
| 12                                                  | Ontheiligd                                          | 2001                                                | 90-4352-003-9                                       | Desecration                                         | 2001                                                |                                   |            |
| 13                                                  | Standvastig                                         | 2002                                                | 90-4352-004-7                                       | The Remnant                                         | 2002                                                |                                   |            |
| 14                                                  | Armageddon                                          | 2003                                                | 90-4352-005-5                                       | Armageddon                                          | 2003                                                |                                   |            |
| 15                                                  | Wederkomst                                          | 2004                                                | 90-4352-006-3                                       | Glorious Appearing                                  | 2004                                                |                                   |            |
| 16                                                  | Koninkrijk                                          | 2008                                                | 90-435-1419-4                                       | Kingdom Come                                        | 2007                                                |                                   |            |

## Verhaal
Het verhaal speelt zich af in de toekomst. Een jaartal wordt niet genoemd.
Op een onverwacht moment verdwijnen miljoenen mensen van de aardbodem, met achterlating van hun kleren en andere bezittingen. Het zijn Christenen die door Jezus naar de hemel zijn gehaald.
Voor de achtergeblevenen breekt nu een moeilijke tijd aan. Sommigen komen door de gebeurtenis tot geloof en hopen dat ze na zeven jaar alsnog worden thuisgehaald.
De Roemeen Nicolae Carpathia wordt secretaris-generaal van de Verenigde Naties en beheerst vanaf dat moment het wereldgebeuren. Hij belooft eeuwige vrede. Dat lukt hem niet goed, want er breekt een derde wereldoorlog uit. Ingewijden weten dat Carpathia de oorlog zelf moedwillig veroorzaakt heeft. Hij wordt als de gevreesde Antichrist beschouwd.
Twee merkwaardige mannen verschijnen in Jeruzalem, zoals voorspeld in Openbaring 11:2-13. Ze heten Moishe en Eli en waarschuwen voor wat er gaat komen. Carpathia denkt wel met ze te kunnen afrekenen, maar ze zijn onkwetsbaar, iedereen die hen aanvalt moet dat met de dood bekopen. Ze kunnen namelijk vuur spuwen.
Een kleine groep gelovigen verzamelt zich in de omgeving van Chicago. Het zijn onder andere Rayford Steele, die later piloot van Carpathia's privévliegtuig wordt, zijn dochter Chloë en de topjournalist Cameron “Buck” Williams, die schrijft voor een tijdschrift dat door Carpathia is opgekocht. In het geheim proberen ze Carpathia tegen te werken. Intussen breekt de ene ramp na de andere uit, zoals in de Openbaring is voorspeld.

## Computerspel
Sinds 2006 is er het computerspel van Left Behind: Left Behind Eternal Forces waarbij je als speler moet strijden tegen de antichrist en mensen moet bekeren tot het christendom.

## Trivia
- De naam van Carpathia doet denken aan de Karpaten, de bergketen in Roemenië. De tekst van het boek bevat ook een verwijzing naar de bergketen. Het is ook de naam van het schip dat de overlevenden van de Titanic redde.